# ダナ・ボルマー
ダナ・ボルマー（Dana Vollmer、1987年11月13日 - ）は、アメリカ合衆国の競泳選手。2012年ロンドン五輪女子100メートルバタフライ金メダリストで世界記録保持者。シラキュース出身。

## 来歴
5歳から水泳を始める。2004年アテネ五輪に16歳で出場し800mフリーリレーで金メダルを獲得する。200m自由形は6位であった。
2008年北京五輪では代表選考会で敗れ出場出来なかったが、2012年ロンドン五輪では100mバタフライと800mフリーリレーと400mメドレーリレーの3種目に出場した。100mバタフライは55秒98の世界新記録で金メダルを獲得。800mフリーリレーは7分42秒92、400mメドレーリレーは3分52秒05秒で3冠を達成し、合計金メダル数が4個になった。
ボルマーは2011年に同じアメリカの競泳選手のアンディ・グラントと結婚している。

## 自己ベスト
- 50m バタフライ : 25秒80 (2012年)
- 100m バタフライ : 55秒98 (2012年・世界記録)
- 200m バタフライ : 2分09秒86 (2012年)
- 50m 自由形 : 25秒09 (2011年)
- 100m 自由形 : 53秒96 (2012年)
- 200m 自由形 : 1分55秒29 (2009年)